# شلل العين التقدمي الخارجي المزمن
شلل العين التقدمي الخارجي المزمن (CPEO)، والمعروف أيضا باسم شلل العين الخارجية التقدمي (PEO)، هو نوع من اضطرابات حركة العين. وغالبا ما تكون السمة الوحيدة للأمراض المتقدرة، وفي هذه الحالة يجوز أن يقدم مصطلح CPEO على نحو التشخيص. اما عند الأشخاص الاخرين الذين يعانون من امراض المتقدرة (الميتوكندريا) فقد يحدث عندهم CPEO كجزء من المتلازمة التي تشتمل على أكثر من جزء من الأجسام، مثل متلازمة كيرنز- ساير. وأحيانا قد تكون سبب الإصابة CPEO عن طريق حالة من حالات امراض الميتوكندريا.

## مقدمة
CPEO هو مرض نادر ويمكن أن يؤثر على جميع الأعمار، لكنه يظهر عادة عند الشباب البالغين. CPEO هو المظهر الأكثر شيوعا لاعتلال المتقدرة، والذي يقدر حدوثه في ثلثي جميع حالات اعتلال المتقدرة. فعادة ما يعاني المرضى من تدلي الجفون (جفن العين). الكثير من الأمراض يجب القضاء عليها أو الحد منها مثل مرض جريفز، والوهن العضلي الشديد والأورام الدبقية التي قد تتسبب في حدوث شلل العين الخارجي.
وقد يكون لمرض شلل العين الخارجية التدريجي أعراض من أمراض أخرى. وسوف نركز على مرض CPEO كحالة رئيسية للمرض الذي تسببه تشوهات المتقدرة. متلازمة كيرنز- ساير (KSS)، ويشار إليها أحيانا كحالة خطيرة من CPEO المصاحبة لاعتلال الشبكية الصباغي، وإحصار القلب الكامل يحدث قبل سن 20 والذي يشتمل على هذه الحالة.

## العلامات والأعراض

### عن CPEO نفسه
CPEO مرض يتقدم ببطء. فالأعراض الأولى لاسترخاء العين تتقدم أحيانا بشكل كبير دون أن يلاحظها المريض حتى تتدلى الجفون إلى حد ينتج عنه عيب في مجال الرؤية. وفي كثير من الأحيان، يميل المريض إلى ارجعا رأسه إلى الوراء لضبط الاسترخاء البطئ للجفون عنده. وبالإضافة لذلك عندما ترتخي الجفون بشكل كامل فان المرضى يستعينون بعضلات الجبهة للمساعدة في رفع الجفون. وعادة ما يكون استرخاء الجفن ثنائيا، لكنه قد يكون من جانب واحد لمدة أشهر إلى سنوات قبل أن يصبح في الجفنين.
إن شلل العين أو عدم القدرة / والصعوبة في تحريك العين عادة ما تكون كلها متناظرة كما أن المرضى لا يشتكون غالبا من الرؤية الزدوجة. وفي الواقع، فإن شلل العين التدريجي في كثير من الأحيان قد لايلاحظ حتى وان وصل إلى حد انخفاض مدى الرؤية المحيطية لدى المريض. وكثيرا ما تحدث نقاط من الاضطرابات البصرية لدى المريض. مما يؤدي بالمرضى إلى إمالة رؤوسهم لضبط فقدان الرؤية المحيطية الناجمة عن عدم القدرة على الرؤية أو حتى على الرؤية التقريبية. تتأثر جميع الاتجاهات من نظرة واحدة، ولكن يبدو أن النظر إلى الأسفل هو البديل الأفضل.
وهو نقيض الشلل التدريجي فوق النووي (PSP) والذي يؤثر عادة على النظر العمودي والبديل الافقي.

### تجانب حدوث CPEO
إن ظاهرة ضعف مجموعات العضلات خارج المقلة بما في ذلك، عضلات العين الدويرية وكذلك عضلات الوجه والأطراف قد تتأثر إلى مايزيد عن 25% لدى مرضى CPEO. ونتيجة لضعف العضلات الدويرية، فإن المرضى قد يعانون من اعتلال القرنية (الأضرار التي لحقت القرنية) من عدم القدرة على إغلاق العيون بإحكام.وضعف عضلات الجبهة قد يؤدي إلى تفاقم تدلي الجفون مع عدم القدرة على التعويض عن تدلي الجفون.أما عضلات الوجه فقد تصاب هي أيضا مما يؤدي إلى ضمور مجموعة عضلات الوجه لتصبح رقيقة، وتتلاشى تعابير الوجه، مع وجود صعوبة في المضغ. وقد تضعف مناطق العنق الكتف بالإضافة إالى الجهة العليا أيضا مع وجود ضمور قد يؤثر على المرضى بشكل خفيف أو شديد.
وقد تم قياس معدل ضعف البصر 95% لدى المرضى المصابين من خلال الدالة البصرية (VF-14).
والعضلات الهدبية التي تتحكم في شكل العدسة وعضلات القزحية غالبا ما تتأثر هي أيضا بمرض CPEO.
أما الأعراض الأخرى متغيرة، الحساسية المفرطة (العصبية)، اعتام عدسة العين وفقدان السمع، الاعتلال الحسي للمحور العصبي، الترنح، الاكتئاب، وقصور الغدد التناسلية ومرض باركنسون.

## علم الوراثة
الحمض النووي المتقدري الذي ينتقل من الأم، يرمز البروتينات التي تعتبر بالغة الاهمية للسلسلة التنفسية المطلوبة لإنتاج ثلاثي فوسفات الأدينوسين (ATP). عمليات الحذف أو التحولات في أجزاء الحمض النووي المتقدري تؤدي إلى خلل في وظيفة الفسفرة المؤكسدة. قد يظهر هذا واضحا للغاية في الأنسجة ذات الاكسدة العالية مثل عضلات الهيكل العظمي وانسجة القلب. ومع ذلك، عضلات المقلة الخارجية تحتوي على كمية من المتقدرات التي تعتبر أكبر بكثير من مجموعة العضلات الأخرى. فعلى هذا النحو، قد يؤدي ذلك إلى اعراض العين التفضيلية لمرض CPEO.
إن وجود العديد من تشوهات الحمض النووي المتقدري قد تتسبب بمرض CPEO. وتقع إحدى الطفرات في منطقة محفوظة من الحمض الريبي النووي النقال في الميتوكوندريا عند النوكليوتيدات 3243 والتي توجد من A إلى G في الانتقال النوكليوتيداتي. ويرتبط هذا التحول مع كل من CPEO وencephalomyopathy المتقدري، الأحماض اللبنية، كالنوبات الاسكتات الدماغية الخفيفة (MELAS).
إن أكثر عمليات الإلغاء المعروفة وجدت عند ثلث مرضى CPEO بنسبة 4,977 لزوج الجزيء القاعدي وبنسبة 13 لزوج الجزيء التكراري.
الحمض النووي المتقدري والذي قد يؤثر ربما في عملية الحذف لنقطة واحدة أو متعددة، مع ارتباطها بحذف الحمض النووي. وأظهرت إحدى الدراسات أن عملية إلغاء الحمض النووي المتقدري تظهر عند مرضى CPEO كما تقترن أيضا بعملية حذف الحمض النووي لوميض الجين والذي يشفر البروتين المتقدري المحدد، الوميض.
لذلك فالأنسجة المتضررة مرتبطة بكمية متطلبات الأكسدة في ما يتعلق كمية الحذف الحمض النووي المتقدري.
في معظم الحالات، يحدث PEO نتيجة لعملية حذف متفرقة أو ازدواجية داخل الحمض النووي. ومع ذلك، فعملية الانتقال من الأم إلى الطفل لا تظهر الا في حالات قليلة. ويمكن لكل من الصفة السائدة والصفة المتنحية أن تحدث، لكن تعد الوراثة المتنحية أكثر شدة. فالأشكال المتنحية والمهيمنة لل PEO يمكن أن تتسبب بوجود طفرات جينية في ANT1, POLG, POLG2 وفي جين PEO1. 

## التشخيص

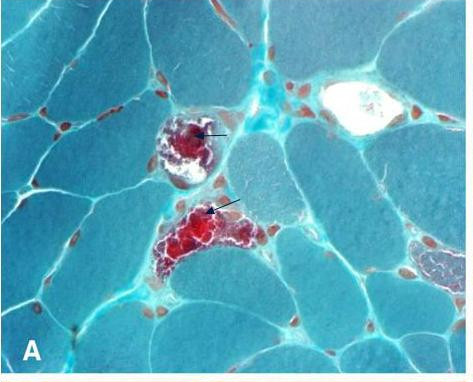
مثال على الألياف الحمراء الممزقة.

من المهم أن نفرق CPEO عن الأمراض الأخرى التي قد تتسبب في شلل العين. وهناك علاجات محددة تستخدم لهذهالأمراض.
يتم تشخيص CPEO عبر خزعة العضلات. فان أظهرت فحوصات الألياف العضلية وجود بقعة من تلوين غوموري ثلاثي الألوان عندها يمكن للمرء أن يرى التراكم الموسع للميتوكندريا. وهذا الفحص ينتج بقعة حمراء داكنة لألياف العضلات والذي قد يطلق عليه اسم «الألياف الحمراء الممزقة». بينما قد ترى هذه الألياف عند حالات الشيخوخة الطبيعية، اما ان كانت زائدة عند الحد المعقول في هذا العمر فقد تشخص على انها اعتلال عضلي متقدري. فيمكن لتفاعل البوليميراز المتسلسل (PCR)، المأخوذ من عينة الدم أو الأنسجة العضلية أن يحدد تحور الحمض النووي المتقدري.
وقد شوهد ارتفاع مستوى الأجسام المضادة لمستقبلات الأستيل كولين، والتي تشاهد عادة عند الوهن العضلي الشديد، عند مرضى الميتوكندريا المرتبطة يشلل العين.
ومن المهم أن يكون هناك اختبار العين المتوسعة لتحديد ما إذا كان هناك اعتلال الشبكية الصباغي والذي قد يدل على وجود KSS المرتبط بالتشوهات القلبية.

## العلاج
لا يوجد حاليا أي علاج محدد لتخفيف حدة ضعف عضلات مرضى CPEO. فاستخدام العلاجات لعلاج الأمراض الأخرى التي تسبب شلل العين لم يثبت أية فعالية.
وقد استخدم العلاج التجريبي مع التتراسيكلين لتحسين القدرة على الحركة في عيني مريض واحد،  وقد استخدم Coenyzme Q10 لعلاج هذه الحالة. ومع ذلك، فإن معظم أطباء العيون العصبية لا يصفون أي علاج.
إن تدلي الجفون المرتبط بمرض CPEO قد يعالج من خلال عملية جراحية لرفع الجفن، ولكن يجب الحرص على عدم رفع الجفون بشكل زائد مما قد يتسبب في عدم القدرة على إغلاق الجفون. هذه النتائج تعرض اعتلال القرنية. لذلك، نادرا ما تكون هناك الحاجة إلى جراحة الجفن إلا إن كانت من قبل طبيب العيون العصبي الخبير بهذا المرض.
فأولئك الذين يعانون من ازدواج الرؤية نتيجة لشلل العين قد يتم علاجهم من خلال المواشير أو عن طريق الجراحة لخلق أفضل محاذاة للعين.

## وصلات خارجية وصور
- http://www4.ocn.ne.jp/~nurophth/CPEO1.jpg نسخة محفوظة 16 مايو 2011 على موقع واي باك مشين.
- http://webeye.ophth.uiowa.edu/eyeforum/cases/case24.htm
- http://journals.tubitak.gov.tr/medical/issues/sag-04-34-3/sag-34-3-9-0401-8.pdf نسخة محفوظة 25 سبتمبر 2006 على موقع واي باك مشين.